# História da MTV Brasil
A história da MTV Brasil se inicia em 20 de outubro de 1990, com a exibição do clipe da música "Garota de Ipanema", por Marina Lima.

## Antecedentes e Década de 1990
O videoclipe chegou ao Brasil em 1975, no Fantástico da TV Globo. O primeiro clipe foi da música "América do Sul", de Ney Matogrosso. O jornalístico foi o único a produzir e veicular videoclipes até o início da década de 80, quando as produtoras independentes passaram a querer fugir do "Padrão Globo", e quando também houve o surgimento da MTV norte-americana. Ao longo da década de 80, surgiram outros programas de clipes, como Clip Trip da TV Gazeta, Som Pop (TV Cultura), FMTV e Manchete Clip Show da Rede Manchete (hoje Rede TV!) e o Clip Clip, que era também exibido na Globo.
A instalação de uma versão brasileira da MTV foi possibilitada com o histórico do Grupo Abril de investir em parcerias através de licenciamentos, com conglomerados de mídia internacionais. O primeiro investimento desse tipo foi com a revista em quadrinhos O Pato Donald, da Walt Disney Company, que deu início às publicações da Editora Abril em 1950.
Em 9 de março de 1990, a TV Abril, que era a emissora da Editora Abril, anunciou que iria produzir a programação da MTV. Foram investidos, mais de US$ 20 milhões com equipamentos novos e sofisticados, superando em dez vezes a potência da TV Globo e sendo umas das primeiras no mundo a usar o sistema digital. Em 7 de março de 1990, a emissora foi oficialmente lançada com anúncio também nos Estados Unidos, Europa, Japão e Austrália, para a divulgação de patrocínios. Naquela época, a MTV era voltada para o público de 12 a 34 anos e tinha 65% da programação baseada em esportes, humor e jornalismo, destes, 25% era produção nacional e 75% era fornecida pela matriz. Umas das primeiras intenções da emissora, era seguir o conceito da MTV americana, que era inédito no país, de ser transmitida por 24 horas. Originalmente, a emissora teve uma carga horária de 13 horas de domingo a quinta, e as sextas e aos sábados era de 16 horas, estes últimos, a programação inciava às 12h. Em entrevista para a revista Meio & Mensagem, o diretor da TV Abril, Marcos Amazonas, disse que alguns dos artistas da emissora poderiam ter reconhecimento nacional com a troca de programação anual, e acrescentou: "Com a TV musical, vamos preencher uma lacuna do segmento jovem e, ao mesmo tempo, ajudar a indústria da música no país". O acordo feito entre a empresa brasileira e a americana, Viacom, era desta receber os royalties, mas não tendo participação no faturamento da TV Abril.
Naquela época, um dos slogans mais conhecidos pela MTV americana era I want my MTV (Eu quero a minha MTV), que era dito por vários artistas, inclusive no lançamento do canal na TV a cabo. A MTV brasileira decidiu não usar esta marca no país, já que segundo, Paulo Ghirotti, da parte da criação da DPZ, que desenvolveu a marca no país, induz a solitariedade de um jovem trancado em um quarto. Ainda de acordo com Adélia Franceschini, diretora de marketing da TV Abril, disse que: "[O slogan] tem que ser mais blasé". Em 23 salas de cinema, localizados em shopping centers de São Paulo, foram divulgados artistas pronunciando o slogan brasileiro, Te vejo na MTV, e também eram incluídas algumas vinhetas da MTV americana.
Dias antes da estreia, em 19 de outubro de 1990, a TV Abril firmou um contrato de afiliação com a TV Corcovado, do Rio de Janeiro, RJ. Nele, as partes fizeram um acordo com duração de três anos e a TV Abril tinha que pagar uma porcentagem da receita publicitária da veinculação dos programas a TV Corcovado. Em entrevista, Marcos Amazonas disse: "Para a audiência que visamos, o mercado carioca é uma prioridade básica". Inicialmente, a TV Corcovado não transmitiu o áudio em estéreo, "mas a nossa intenção é fazer com que todas as filiadas transmitam em estéreo", disse Roger Karman, vice-presidente corporativo da Abril.

### Primórdios

Anúncio de estreia da MTV Brasil na revista Veja do dia 17 de outubro de 1990.

A meta seria que a emissora estreasse em julho ou setembro de 1990, mas em abril, a Editora Abril confirmou a data de estreia da MTV, e finalmente, ela estreou em 20 de outubro de 1990, ao meio-dia, em São Paulo, através do canal 32 UHF e no Rio de Janeiro, pela TV Corcovado, canal 9 VHF. Primeiro, saía do ar, a color bar, com a inscrição Rede Abril e entrava as vinhetas modernas com o logotipo da MTV. A primeira VJ a aparecer na tela da MTV foi Astrid Fontenelle, que disse: "Oi, eu sou Astrid e é com o maior prazer que eu estou aqui para anunciar para vocês que está no ar a MTV Brasil!".
O primeiro clipe exibido pela MTV foi o remix de "Garota de Ipanema", na voz de Marina Lima. Porém, no Rio, o som falhou por cerca de 60 minutos e a TV Corcovado colocou o som de "Walk of Life" no ar, do grupo Dire Straits, enquanto as imagens eram do clipe da música "Garota de Ipanema". Alguns programas distribuídos pela MTV americana foram reeditados e vendidos para a MTV brasileira, dentre eles, está o Saturday Night Live. A primeira transmissão da emissora foi na Travessa Corupá, em São Paulo. Devidos as inundações e a falta de ar condicionado, eles mudaram a sede para a rua Alfonso Bovero, no bairro Sumaré, antiga TV Tupi, que recebeu investimentos em todos os 14 andares para receber a MTV.
Durante todo o ano de 1997, a emissora foi a patrocinadora principal da equipe de futebol do Fluminense. Por conta desse patrocínio, e como uma programação especial dos eventos da Luta contra a AIDS, a MTV Brasil preparou uma partida de futebol beneficente em que astros da emissora enfrentaram o time principal do Fluminense. Esta partida recebeu transmissão ao vivo pela emissora, sendo a única partida de futebol exibida na história da emissora. O evento foi narrado por Silvio Luiz, e teve como palco, o estádio Moça Bonita, de Bangu. O ingresso foi 1 quilo de alimento não-perecível, que foram destinados a uma série de instituições que trabalham em defesa dos portadores de HIV.
Defendendo as cores da MTV, entraram em campo, os seguintes "jogadores": Andreas Kisser e Igor Cavalera (Sepultura), Lello e Samuel (Skank), Frejat e Guto Goffi (Barão Vermelho), os VJ's Edgar e Rodrigo, Dado Villa-Lobos (Legião Urbana), Toni Garrido (Cidade Negra), o cantor Ivo Meirelles e o ator e líder da Blitz, Evandro Mesquita. Com um misto de profissionais e juniores, o Fluminense venceu pelo elástico placar de 12 a 0. Os gols foram marcados por Roger (2x), Arthur (2x), Flavinho, Dirceu, Jorge Luís, Yan (2x), Cadu, Marcelo Cardoso e Márcio Costa. Isso tudo em apenas 50 minutos, já que a partida foi disputada em dois tempos de 25. O árbitro da partida foi Daniel Pomeroy, que já foi árbitro da FIFA.

## Década de 2000

### 2000
Em 2000, devido aos bons resultados, a MTV manteve o mesmo estilo de programação de 1999. No início desse ano, vários VJs deixaram o canal e rumaram para outras emissoras, como Cazé Peçanha, Chris Couto e Babi Xavier, porém surgiram novos nomes, como Didi Wagner,Marcos Mion, Luana Piovani e Ludmila Rosa, e houve o retorno do ex-VJ, Luiz Thunderbird, após quatro anos longe da emissora.
Entre os novos programas da grade, estavam: Contato MTV, Baba MTV, Central MTV, Data Clipe, Fanático MTV, Fim de Semana Especial, Nação MTV e Seletrônica. Em 6 de março, estreou mais uma temporada do programa humorístico Hermes e Renato.
Em maio de 2000, o site da MTV Brasil foi um dos vencedores da 5ª edição iBest, premiação relacionada a internet.
Em 24 de maio, Sabrina Parlatore deixa a MTV e se transfere para a Rede Bandeirantes, para apresentar o programa O+ Positivo. Sabrina apresentava os programas Disk MTV e Resposta MTV,
Em 5 de junho, estreou a 5ª edição do campeonato Rockgol, gravado no Estádio da Gávea no Rio de Janeiro, e pela primeira vez, o campeonato foi gravado fora do estado de São Paulo.
No final de junho de 2000, a emissora anunciou parcerias com rádios da Grande São Paulo para exibir clipes simultaneamente na TV aberta e no rádio, sendo as rádios que fizeram parte da parceria foram: Brasil 2000 e a Energia 97 FM.
Em 5 de julho, a MTV estreou o programa 20 e Poucos Anos, que durou até dezembro do mesmo ano, e foi o primeiro reality-show da TV Brasileira.
Em 17 de julho, estreou o programa Gordo a Go-Go, que marcou a volta do músico João Gordo a televisão, depois de alguns meses afastado por problemas de saúde. No mesmo mês, Soninha Francine deixa a emissora e foi para TV Cultura.
Em 10 de agosto, a MTV realizou a sexta edição do Video Music Brasil, apresentado por Luana Piovani, e que comemorou os 50 anos da TV Brasileira e os 10 anos da MTV Brasil.
No final de agosto, estrearam as VJs Silvinha Faro, para apresentar o Resposta MTV, e Sarah Oliveira, para apresentar o Disk MTV e o Top 20 Brasil.
Em setembro, a emissora lançou o MTV ao vivo, que era um registro de shows feitos por lugares conhecidos e com grande público. A primeira banda a participar desse projeto foi Raimundos, em um show gravado em maio de 2000, na cidade de Curitiba, e exibido na TV em 27 de setembro.

Em 2 de outubro, estreou o programa de namoro Fica Comigo, apresentado por Fernanda Lima.
Em 12 de outubro, estreou o programa Tudo de Bom, apresentado por Luana Piovani. A atração consistia em mostrar a vida de Luana e a cultura da cidade de Nova York.
A MTV terminou como o melhor de sua história em termos de audiência e fechou o ano com um faturamento de R$ 56 milhões, um crescimento de 42% em relação a 1999.

### 2001
Depois da MTV, teve aos bons resultados e audiência na grade da programação no ano 2000. Em 2001, estreia o Riff MTV, apresentado por Penélope Nova. Também teve a estreia de Álbum MTV. MTV Okê, Uá Uá, entre outros programas que estrelaram na programação.

### 2002
De março a setembro de 2002, a emissora divulgou uma vinheta em que mostrava um Buda e o logotipo da emissora em um ritual de sadomasoquismo. Quatro adolescentes viram o vídeo em cada frame e avisaram o Ministério Público por propaganda mensagem subliminar. O juiz Paulo Alcides Amaral Salles condenou a emissora a não exibir mais a vinheta, sob pena de R$ 7,4 milhões de multa. Condenada, o valor foi somado a cada mês em que exibiu a vinheta.

### 2003
No início deste ano, a emissora cancelou alguns programas da grade de programação de 2002. Durante no Verão MTV em 2003, estreia no Notícia de Biquini, com Cazé e Daniela Cicarelli. Após o verão, a MTV trouxe as novidades, como: Buzina MTV, Clássicos MTV, Videoclash, Pulso MTV entre outros.

### 2004
No início deste ano, a emissora cancelou vários programas da grade de programação de 2003, como o Buzina MTV, Clássicos MTV, Fim de Semana Especial, Meninas Veneno e etc. Estreou a sua programação de 2004, no início do mês de março. Entre as novidades, estavam o Cliperama, Missão MTV, VJs em Ação e outros. Programas como o Rockgol tiveram aumento de tempo, passando em 60 minutos para 90 minutos. O Mochilão MTV também teve o formato mudado, passando agora a ter um rodízio de vários apresentadores no comando da atração. Alguns programas fizeram sucesso em 2003, porém ficaram pouco tempo no ar. Voltaram fixos e com mais tempo da grade de programação de 2004 da emissora, como era o caso do Família MTV e o desenho animado Megaliga MTV de VJs Paladinos, porém programas como Gordo a Go-Go, Disk MTV, Jornal da MTV, Daniela no País da MTV, MTV Sports, Hermes & Renato e outros, continuaram na programação. Em agosto, houve a estreia do Reality Show Vida de Solteiro e a estreia do programa de esportes MTV Olimpica. Ainda houve a estreia de Gabriel Moojen, como VJ da emissora, onde ficou no comando do Mochilão MTV, que voltava ao formato antigo, e também neste mesmo mês, estreou um novo selo musical (além dos dois que já existiam: MTV Ao Vivo e o Acústico MTV) e que se chamava MTV Apresenta, em que transformava shows de artistas em DVD. Teve como estreia o músico Seu Jorge e a banda Dead Fish.

### 2005
No ano de 2005, a MTV continuou com vários programas da grade de 2004, porém tirou do ar alguns e lançou outros. Entre os novos programas, estavam o Covernation, que estreou em 8 de março; o Balela MTV, que era um programa de verão; passou a ser fixo na programação, o reality show Projeto Piloto, apresentado por Cazé Peçanha; Beija Sapo, apresentado por Daniela Cicarelli, que estreou em 9 de março; Gordo Freak Show, apresentado por João Gordo, que estreou em 17 de março. No dia 14 de maio, estreou a sitcom The Nadas, onde Marcos Mion, André Vasco e Felipe Solari faziam o papel de 3 universitários que moravam em uma república; Sobe Som, onde os VJs da emissora escolhiam os clipes que iriam passar na programação, Total Massacration, apresentado pelo grupo humorístico Hermes e Renato, que estreou em 15 de março; Quebra Cazé, apresentado também por Cazé Peçanha; a faixa de clipes musicais MTV Lab e o programa Banda Antes, apresentado por Rafael Losso, que dava oportunidade para novas bandas alternativas tocarem na MTV para todo o Brasil, e programas como o Gordo a Go-Go, Fanático MTV, Cine MTV, Yo!, Semana Rock, Rockgol, Pulso MTV e outros, continuaram na programação. No dia 24 de julho, estreou o programa Presepada, em que Daniela Cicarelli invadia festas, porém com uma autorização. No dia 23 de agosto, a MTV estreou o seu segundo desenho animado, Fudêncio e Seus Amigos, que se tornou um grande sucesso da emissora. Em 29 de setembro do mesmo ano, foi realizado o VMB 2005, que teve a cantora Pitty, como a maior vencedora da premiação e também marcou os 10 anos do VMB.

### 2006
A MTV iniciou o ano de 2006, apostando na interatividade da programação e anunciou a demissão das VJs Sarah Oliveira, Fernanda Tavares, Didi Wagner e Gabriel Moogen e o fim de programas, como o Gordo a Go-Go, Fanático MTV, Mochilão MTV, Balela MTV, Presepada, Quebra-Cazé, e o Missão MTV, e anunciou a contratação das VJs gêmeas Keyla Boaventura e Kênya Boaventura, para apresentar o Disk MTV e Luisa Micheletti, que antes de ser apresentadora, foi durante 2 anos (2003-2005), estagiaria da emissora. Em março, a emissora estreou os programas Ya! Dog, Neura MTV, Ponto Pê, Tribunal de Pequenas Causas Musicais, Vidalog, A Fila Anda e o MTV de Bolso, que era uma faixa de clipes em que o telespectadores mandavam mensagens via SMS para escolher o clipe que iria passar na TV, e continuou programas como Banda Antes, Cine MTV, Hermes e Renato, Covernation, Disk MTV, Jornal da MTV e etc. A partir de junho de 2006, a MTV entrou em uma disputa pela audiência com a Play TV, Rede União e a Mix TV pelo público jovem da época, porém o então diretor geral da MTV, André Mantovani, disse em uma entrevista que a MTV ainda era líder no público jovem e que a faixa etária e o conteúdo exibido pela emissora era totalmente diferente das concorrentes Play TV, TV União e Mix TV. Em agosto de 2006, foi anunciado que a Play TV teria passado a MTV em audiência e, devido a isso, a MTV passaria por grandes mudanças a partir de 2007.
Em dezembro de 2006, o diretor de programação da MTV, Zico Goes, anunciou que a emissora não iria mais passar videoclipes na programação a partir de 2007, apesar disso, canais concorrentes da emissora, como a Mix TV, Play TV, e emissoras de TV por assinatura, como o VH1 e o Multishow, anunciaram que iriam aumentar seus espaços na programação para clipes musicais.

### 2007
Em 6 de janeiro, a MTV lançou o seu novo logotipo que passou a ser sem a legenda "Music Television", e estreou no mesmo dia, sua programação de verão, com o reality show As Quebradeiras. No começo do mês, a MTV foi ameaçada de boicote, devido a tentativa de censurar o site de vídeos Youtube. No dia 10 de janeiro, a emissora estreou o seriado Casal Neura; em 29 de janeiro, estreou o Rockgol de Segunda. Em 26 de fevereiro, estreou o programa MTV +, e no dia 1º de março deste mesmo ano, estreou o Mucho Macho, apresentado por Marcos Mion. Já no dia 3, estreou o programa MTV Overdrive, que também possuía um acervo de clipes na internet. No dia 4 de março, a emissora estreou o programa Batalha de Modelos.
Em 15 de março, devido às evidências do personagem Rolo, da Turma da Tina, a MTV anunciou a criação do projeto artista do mês, no qual a emissora se dedicou mensalmente a um músico diferente. Este projeto durou até dezembro e depois foi extinto. No mesmo dia, o Grupo Abril anunciou a saída de André Mantovani da diretoria geral da MTV Brasil, após quase 9 anos. O motivo foi porque o Grupo Abril iria lançar novos canais de TV no ano de 2007, e por isso, ele iria assumir o cargo de Diretor geral do grupo TV da empresa. No lugar de Mantovani, entrou José Wilson Fonseca, que era diretor de Marketing da emissora desde 1995. No dia 26 de março, estreou o programa Quebra Galho. Neste mesmo mês de março, a MTV anunciou a demissão dos VJs André Vasco, as irmãs Keyla e Kênya Boaventura, Carla Lamarca e Ana Luiza Castro. O motivo das demissões foi para segurar, na emissora, a modelo Daniela Cicarelli. Em 25 de março, estreou o especial MTV, Estúdio Coca-Cola, que durou até agosto de 2008. Em 20 de abril, estreava o Discoteca MTV, e em 10 de setembro do mesmo ano, estreava o programa Gordo Viaja, que apresentava diversos lugares do mundo, sendo gravado em uma simples câmera de celular. Em dezembro de 2007, a MTV anunciou o fim do programa Beija Sapo, devido a contratação da modelo Daniela Cicarelli pela Rede Bandeirantes.
A emissora investiu US$ 15 milhões para a compra de novos equipamentos e produziu o primeiro Video Music Brasil em alta definição em 2007. A MTV e a TV Cultura foram as únicas emissoras que expressaram a possibilidade de aproveitar a multiprogramação.

### 2008
A MTV Brasil rescindiu o contrato com a Sky Brasil em janeiro de 2008, pois o Grupo Abril queria que, além da MTV, a Sky veiculasse os canais FizTV e o Ideal, fizessem prorrogações no contrato da DirecTV e Abril, após o vencimento do contrato em dezembro de 2007, e aumento do preço pago pela operadora de TV. A Sky recusou-se e retirou do ar, a sua transmissão em todo o Brasil em 1º de junho de 2008, exceto em São Paulo. Após passar 90 dias, a MTV não chegou a nenhum acordo com a Sky, e então, em São Paulo, o sinal da MTV Brasil foi também retirado do ar. Em substituição, a Sky colocou a MTV Hits.
A MTV abriu seu sinal para todas as antenas parabólicas do país (estimadas em até 18 milhões), após ficar, desde 1993, com o sinal codificado por questões legais. Apesar de ser uma emissora aberta em algumas capitais, a MTV é tratada como TV paga em boa parte do país. O canal nega que sua eventual distribuição livre tenha a ver com o corte de seu sinal na operadora Sky. A operadora argumenta que a mudança se relaciona ao crescimento da classe C e à demanda de anunciantes.
Recentemente, a Anatel aprovou a entrada da MTV Brasil na parabólica analógica, sendo assim, o Grupo Abril possuiu autorização para abrir o sinal no satélite Star One C2. E no dia 2 de setembro de 2008, a MTV teve seu sinal liberado para todo o Brasil via parabólica analógica na frequência 1140 MHz, Banda L, 4010, Banda C, na polarização Horizontal.
Em 28 de janeiro, a emissora estreou o programa Scrap MTV, apresentado pela celebridade da internet Marimoon. A MTV estreou a programação de 2008 em 3 de março, porém durante toda a semana anterior, a emissora fez um especial de cerca de 4 horas apresentado pelo VJ Felipe Solari, chamado MTV em Obras, para divulgar a nova programação da emissora. Entre as novidades, estavam a criação de 2 faixas de clipes musicais e estreias de programas, como o MTV na Rua, Top 10 MTV, Lavanderia MTV, Quinta Categoria, Domínio MTV, Fundão MTV, 15 Minutos, Notícias MTV e outros. Programas como Descarga MTV, Fudêncio, MTV Lab, MTV Debate, Tela Class, MTV +, A Fila Anda, Top Top MTV, Família MTV, MTV de Bolso e outros continuaram na programação. Neste mesmo ano, estrearam os VJs Carol Ribeiro,Marcelo Adnet, Kika Martinez, Sophia Reis, Madame Mim, Kiabbo
No dia 4 de agosto, a MTV estreia o novo MTV Lab, com várias faixas diferentes com duração de 9 horas diárias. Com isso, o MTV de Bolso, que era exibido desde 2006, é extinto da programação. Em 18 de agosto, estreia o Código MTV, apresentado pelo músico Lobão e que mostrava 2 de diferentes estilos para tocarem ao vivo na emissora. Em 7 de outubro, a MTV estreou uma nova temporada do programa do grupo humorístico Hermes e Renato.

### 2009
Em 2009, a Sky foi obrigada a transmitir a MTV para os ex-assinantes DirecTV Brasil através de uma determinação do CADE, contudo, o sinal foi cortado em junho de 2010, caso fosse verificado o descumprimento, a empresa ficaria sujeita a uma multa diária de R$ 10.640.

Segundo a Sky, o sinal da emissora poderia ser captado em qualquer território nacional pela antena parabólica e seria inviável, a transmissão remunerada do canal. Segundo ela: 
| “ | No cenário atual, nenhuma remuneração seria paga pelo canal, uma vez que a Sky não remunera canais que têm sinal aberto e não codificado. Assim, ao tornar o canal MTV acessível de forma gratuita em todo o Brasil, a Abril modificou o status quo existente em maio de 2006, e que justificava a remuneração paga pela DirecTV e Sky pelo canal. | ” |

Alega a Sky que a MTV teria rejeitado várias propostas e que para continuar a transmitir o sinal, teria de estar diante de exigências absurdas. Na época da decisão, a DirecTV pagava à MTV, o preço mensal de R$ 0,50 por assinante, fazendo com que a emissora perdesse aproximadamente 1 milhão de reais com a venda para os assinantes da operadora. Em maio de 2006, o valor rendeu um valor aproximadamente de R$ 214.000.
A emissora estreia sua grade no dia 20 de fevereiro de 2009, com quatorze horas diárias de músicas no MTV Lab e com novos programas com quinze minutos de duração, sendo no total, oito programas. O programa Furo MTV estreia na grade, com a apresentação de Dani Calabresa, do recém contratado Bento Ribeiro, e Didi Effe, como repórter. O Notícias MTV volta totalmente reformulado, com apresentação de Cazé, o programa Coluna MTV, que apresentava músicas comentadas, a volta do 15 Minutos, Infortúnio com Funérea, Portal MTV, Scrap MTV. Houve também a estreia do programa Gordoshop, apresentado por João Gordo, todos estes com mesma duração. Ocorreu também a volta dos programas, Hermes e Renato, MTV Debate, Top Top, Rockgol, Descarga, MTV na Rua, Quinta Categoria, apresentado por Marcos Mion e os integrantes do Cia. Barbixas (Daniel, Anderson e Elidio), e do programa MTV +, com Marina Person no comando, a estreia do reality show do rapper 50 Cent, 50 Cent: The Money and the Power, do Podsex, apresentado por Kika Martinez e Titi Müller, esta última recém contratada da emissora. Dentre as séries que estrearam, estão: Man and Wife, Living on the Edge e Gordo Visita. Em 14 de julho, a emissora estreia em parceria com a Mixer, a série Descolados.

Em dezembro de 2009, o Grupo Abril adquiriu os 30% pertencentes à Viacom, passando a ter 100% do controle do canal, tendo todos direitos da marca no país.
| “ | Sair de uma joint-venture minoritária para um acordo de licenciamento está em linha com a nossa estratégia internacional de crescimento que permite que nossas marcas sejam maximizadas em mercados chaves como o Brasil, por exemplo. Com este acordo, a MTV Brasil terá a habilidade de aperfeiçoar sua distribuição em outras plataformas, entregando aos seus clientes e consumidores a melhor conexão possível com a marca MTV. | ” |

Disse a Diretora Geral da PNA (antigamente MTV Networks América Latina). A Viacom anunciou que, a partir do momento, só investirá em filiais dos canais VH1 e Nickelodeon.
A MTV fechou o ano de 2009 com um prejuízo de R$ 1,55 milhão.

## 2010-2013

### 2010
No final de 2009, vários VJ's migraram para outras emissoras, como Marcos Mion, João Gordo, Felipe Solari, Elcio Coronato e o grupo Hermes e Renato, que voltou no ano de 2013, foram para o programa humorístico da Rede Record Legendários. O grupo Cia. Barbixas (Daniel, Anderson e Elidio) foram para o programa É Tudo Improviso, da Rede Bandeirantes. Kiabbo (Felipe Ricotta), que integrava o elenco do programa 15 Minutos, teve seu contrato rescindido. No início de fevereiro desse ano, José Wilson Fonseca deixa a diretoria geral da emissora após 3 anos no cargo. no lugar dele, volta Andre Mantovani, que foi também diretor geral da emissora de 1998 a 2007. O motivo da saída de José Wilson Fonseca foi que ele iria se dedicar a sua empresa na época.
O Top 10 MTV passou a ser apresentado por Vanessa Hadi, e com materiais do Fiz MTV do Portal MTV, Cazé Peçanha estreia o Notícias MTV. O programa Rockgol passa a ser exibido às segundas, em horário diferente ao habitual (domingo). O 15 Minutos passa a ter Rafael Queiroga, como parte do elenco. O programa Top Top MTV continua na grade da emissora, continuando a ser apresentado por Marina Person e Léo Madeira, este último também fazendo parte do elenco do MTV Debate, apresentado por Lobão e que também estreia o Lobotomia. A estreia do sucessor do Furfles, Comédia MTV com Marcelo Adnet, Dani Calabresa, Rafael Queiroga, Fábio Rabin, Bento Ribeiro, Paulinho Serra, Guilherme Santana, Tatá Werneck e Rodrigo Capella. Estreia do Viva! MTV, com apresentação de Marina Person, a estreia do MTV na Pista, apresentado por Kika Martinez. Houve também a estreia do programa Didiabólico, apresentado por Didi Effe, a estreia do MTV Sports, apresentado por Deco Neves e Lucas Stegmann, e a estreia do Badalhoca MTV, apresentado por Erik Gustavo e Ronald Rios.
Em 9 de agosto, o diretor geral da MTV, André Mantovani, deixa a emissora e também o Grupo Abril, onde trabalhou por 19 anos. O motivo da demissão foi uma reestruturação que o grupo estava fazendo em todas as suas áreas de atuação, porém outro motivo da demissão teria sido que André Mantovani teria apresentado ao Grupo Abril, um projeto de programação para a MTV em que aumentava de 30 para 90 horas, o tempo de programação semanal inédita do canal, mas o projeto foi negado pela Abril. No lugar de Mantovani, entrou Helena Bagnoli, que antes, era diretora superintendente da Unidade de Negócios Segmentada da Editora Abril.
No dia 13 de dezembro, a MTV Brasil lançou a rádio on-line MTVr.
A emissora fecha o ano de 2010 com um crescimento de 38% na audiência na Grande São Paulo, graças ao investimento em programas relacionados à comédia com um mote de oito programas relacionados ao gênero e tendo Marcelo Adnet, como carro-chefe.

### 2011
Em 2011, a MTV declarou que faria um processo de reestruturação na emissora, já que a diretoria da emissora foi mudada. André Mantovani, ex-diretor da MTV Brasil, foi substituído por Helena Bagnoli; Cris Lobo, diretora de programação da emissora, após mais de 15 anos no comando, deu lugar à Zico Goes, que já tinha estado na função de 1995 a 2008. O principal motivo da reestruturação é voltar a focar mais em música, deixando de lado a imagem adolescente, mas sem perder o que conquistou na comédia.
Visando voltar sua atenção à música, a MTV anunciou uma série de mudanças em sua grade de programação. Para começar uma nova identidade visual foi sendo criada. Vários VJ's, como Paulo Bonfá, Marco Bianchi, Kika Martinez, Marina Person e Léo Madeira, foram desligados da emissora, enquanto novos foram contratados.
Dentre os contratados, estão Ellen Jabour e o cantor Arnaldo Antunes, apresentando os programas Top 10 MTV e Grêmio Recreativo, respectivamente. O programa Na Brasa estreia na programação, apresentado por China, Big Áudio, apresentado por Chuck Hipolitho, Grampo MTV, apresentado por Cazé Peçanha, Adnet ao Vivo, apresentado por Marcelo Adnet. O recém contratado PC Siqueira estreia o programa PC na TV, Ronaldo Lemos estreia o programa 15 em Tecnologia, Top Mundi é apresentado pelo VJ Didi Effe, Gaía Passarelli estreando o programa Goo, uma nova faixa de clipes estreia na programação, Clipes do Comédia, com os melhores clipes do programa Comédia MTV. Chuck, Gaía e China apresentam juntamente o programa Extrato MTV e o Rockgol, apresentado pelo novo contratado da emissora, Edu Elias. Novos programas foram criados (a maioria ligados à música) e até o VMB passou por mudanças.
Em 11 de julho de 2011, uma quadrilha formada por quatro pessoas rendeu o vigia da emissora. O grupo havia levado sete monitores, três notebooks, uma cafeteira e um celular. Na fuga, três ladrões fugiram da polícia no carro da quadrilha e um (ex-funcionário) seguiu no carro da emissora. Logo após, o carro e os objetos foram recuperados.
Em setembro, a emissora passava por uma possível crise e cancelou os programas Quinta Categoria e Grampo MTV de setembro a dezembro. Com isso, estreou o Sangue B, apresentado pelo rapper Emicida, destinado a black music, e Luv MTV, programa de namoros apresentado por Ellen Jabour. Com isso, o programa Top 10 MTV passa a ser apresentado por Didi Effe. Também deu duas horas de Acesso MTV, denominado Acesso em Dobro.
Neste mesmo mês, a emissora demitiu cerca de mais de 40 funcionários, cortou as produções da casa e investiu nas produções independentes. O canal então, depois desta leva de demissões, optou pelo seu DNA que é o segmento musical. Segundo Helena Bagnoli, atual diretora da emissora, diz: "A MTV não vai sumir do mapa, Estamos justamente fazendo a lição de casa para que sobrevivamos muitos e muitos anos [e] A MTV quer ser moderna, bacana e lucrativa. Quer pagar a conta". Dizendo em relação ao Grupo Abril renovar a licença com a Viacom no ano seguinte.

### 2012
Segundo a coluna Outro Canal, do jornal Folha de S.Paulo, a MTV passou por novas demissões, onde houve uma grande mudança administrativa no canal. Em sua nova formulação, os VJ's Penélope Nova, Fabio Rabin, Guilherme Santana, Edu Elias, Paulo Tifenthaler, Ronaldo Lemos, Bia e Branca, DJ Nyack, Emicida, Nasi, Rodrigo Tavares, Toni Platão, Rodrigo Capella e Rafael Queiroga foram desligados da emissora. Dentre as contratações, estão a ex-VJ da casa Daniela Cicarelli, e o retorno de Bruno Sutter, ex-integrante do grupo Hermes e Renato.
Em 13 de março de 2012, o canal estreou sua nova programação com a volta dos programas Infortúnio com Funérea, Acesso MTV, Top 10, Furo MTV e Luv MTV, e o Comédia MTV, que passou a se chamar Comédia MTV Ao Vivo. Também ocorre a estreia do talk show MTV sem Vergonha, apresentado por Titi Muller e Didi. Fazendo parte do Verão MTV 2012, o Perua MTV, apresentado pela VJ Jana Rosa, se tornou um programa fixo na grade. No início de março, estreou o programa MTV1, apresentado por China, Chuck e Gaía, não apenas sendo um programa televisivo como também fazendo parte do Portal MTV. O Provão MTV, uma competição entre escolas, estreia em 30 de abril de 2012, com a recém contratada Daniela Cicarelli e Luiz Thunderbird. Também voltaram para a emissora parte do programa Legendários, um ex-integrante do grupo Hermes e Renato, Bruno Sutter e o diretor Julio Picone estrearam o programa Rocka Rolla no dia 3 de abril. No mesmo dia, foi ao ar o Acústico MTV, com Arnaldo Antunes. No dia 17 de abril, a série Beavis e Butt-Head volta ao ar com episódios inéditos. No dia 7 de maio de 2012, estreou o programa Trolalá, com duração de 15 minutos com apresentação de Tatá Werneck e Paulinho Serra. Nos dias 29 e 30 de maio de 2012, foi exibido o MTV Ao Vivo, Tributo à Legião Urbana, com Dado Villa-Lobos, Marcelo Bonfá e Wagner Moura. Dando uma pausa, o IT MTV, apresentado pela Carol Ribeiro, voltou ao ar em 4 de junho. Em 1º de agosto, houve a estreia do programa Adnet em Londres, com Marcelo Adnet nos Jogos Olímpicos de 2012 de Londres. Em breve, voltará o Rockgol Campeonato, terá o Luau MTV com Jorge Ben Jor, que algo não aconteceu, o show de reunião do Barão Vermelho comemorando 30 anos de carreira, nova temporada do Grêmio Recreativo, com cinco edições e as premiações anuais.
No dia 1º de abril de 2012, o canal encerrou suas transmissões via antena parabólica. O sinal foi substituído pelo canal BRZ (hoje Ideal TV) e por programas independentes. Em comunicado oficial, algumas das causas são o alto custo da transmissão do sinal nas parabólicas, sem nenhum retorno comercial, e a regulamentação do must carry pela Anatel, fazendo com que os canais abertos também estejam na grade de canais das operadoras de TV por assinatura. O canal passa a ser transmitido apenas no satélite NSS 806 na frequência 4189 L com sinal codificado apenas para afiliadas e retransmissoras.
Em 9 de abril de 2012, o Grupo Abril renovou o contrato de licenciamento até 2018 com a Viacom, empresa detentora dos direitos da marca MTV.
Em 30 de novembro de 2012, a emissora anunciou a não renovação do contrato com as VJ's Marimoon e Jana Rosa. Também já foram anunciado outros nomes, como: Ellen Jabour e China.

### 2013
Com o início da programação do ano de 2013, a emissora pretende voltar as suas raízes, aproximando novamente do público musical. Segundo o diretor de programação da MTV, Zico Goes: "Precisamos recuperar essa moral mais suja e desconstruída. Vamos dar ênfase à música, com mais programas, shows ao vivo, usaremos o videoclipe de maneira mais inteligente, documentários, festivais. Mas não é só música, pois ela não carrega sozinha essa nossa sacanagem."
Com isso, o Verão MTV já começa com a volta da A Casa de Praia toda reformulada, com a Família ConeCrew Diretoria, os Drops do Verão em Casal, o musical Faixa a Faixa de Verão e a grande aposta do humor o Tá Quente, com Paulinho Serra e Tatá Werneck.
Para a programação oficial de 2013, tem a renovação de contratos com Didi Effe, Gaía Passareli, Chuck Hipolitho, Luiz Thunderbird, Paulinho Serra, Bento Ribeiro, PC Siqueira, Titi Muller e Bruno Sutter. Já por outro lado, os que não renovaram, são Ellen Jabour, China, Dani Calabresa, Marcelo Adnet, Jana Rosa, Tatá Werneck, Marimoon e Daniela Cicarelli.
Na nova programação, estão o fim do Rocka Rolla, Trolalá, Provão MTV e do Luv MTV. O Acesso MTV foi reformulado e contou com Juliano Enrico como apresentador, mas em maio, Titi Muller volta ao programa junto com Pathy Dejesus, formando assim, um trio de apresentadores novamente. A dupla Didi e Titi continuam na apresentação do MTV Sem Vergonha, agora diário. Paulinho Serra, Bruno Sutter, PC Siqueira e o novo VJ Daniel Furlan, entraram no lugar de Dani Calabresa no Furo MTV, ao lado de Bento Ribeiro, que continua sendo âncora, e o Top 10 MTV voltou no ar com o Didi, mas logo ganha novo cenário e VJ com a chegada de Pathy na emissora. Assim, Didi fica como apresentador do Top 20 MTV. Em 15 de fevereiro, o grupo humorístico Hermes e Renato volta para a MTV, após 4 anos fora da emissora.
Em 27 de maio, estreou a série A Menina sem Qualidades. Antes da estreia, foi exibido o playlist da série.
Em 12 de junho de 2013, Keila Jimenez publicou em sua coluna que o Grupo Abril devolveria a marca MTV para a Viacom, e lançaria um novo canal de televisão em seu lugar, e a Viacom, por sua vez, relançaria a MTV somente na TV por assinatura. Isso foi confirmado em seguida pelo blog da colunista Patrícia Kogut, do jornal O Globo. No dia seguinte, o programa Acesso MTV foi encerrado, e os apresentadores Titi Müller, Juliano Enrico e Pathy Dejesus foram dispensados. Os programas MTV sem Vergonha e A Hora do Chay também são encerrados. Em outras áreas, ocorreram corte de pessoal, resultando na demissão de vários profissionais.
A apresentadora do programa Acesso MTV, Titi Müller, afirmou em sua conta oficial no Twitter no dia 13 de junho de 2013: "Pra quem ainda não entendeu (?): estou saindo da MTV e a MTV está saindo dela mesma. Momento historicamente triste pra nossa geração." E afirmou que a edição do dia 13 de junho do programa Acesso MTV seria a última. Também foi confirmada a extinção dos programas A Hora do Chay, Top 20 Brasil e MTV Sem Vergonha, juntamente com seus apresentadores exceto Didi Effe e Titi Müller.
Na semana seguinte, em entrevista ao jornalista Daniel Castro, Zico Góes, diretor de programação da emissora, confirmou que a MTV seria devolvida a Viacom, sem dar mais detalhes. O canal seguirá lançando novas atrações até setembro de 2013, quando a marca MTV será devolvida para a Viacom.
Em 15 de julho, estreou O Último Programa do Mundo, com a criação de Juliano Enrico e Daniel Furlan, mas é apresentado por próprio Daniel Furlan.
Em 16 de julho, às 21h30, estreou o MTV Sports no Gumball 3000, com os VJs mais loucos da MTV Brasil. Deco e Lucas compareceram à décima quinta edição do Gumball 3000, na Europa, e cruzaram 13 países com muita anarquia. São 3000 milhas de "drive all day, party all night" pelas estradas e cidades mais incríveis do mundo, rodeados de ricos excêntricos com suas Lamborghinis, Ferraris e McLarens.
Este ano, a rota foi de Copenhagen, na Dinamarca, até o Grande Prêmio, em Mônaco. Os VJs cruzaram 13 países com muita anarquia. Fizeram balada com David Hasselhoff em Viena, pediram carona para o Tony Hawk, em Helsinki, beberam shots de Bonita Tequila com XZibit, em Riga, e aceleraram a Mini-Ninja no famoso circuito de Monte Claro. E eles afirmam: "Dormir durante o Gumball é um luxo! Se somar todas as horas de sono não dá uma noite bem-dormida, o que é um desperdício considerando o nível dos hotéis nos quais nos hospedam. De 9 estrelas pra cima!".
Em 29 de julho, a Paramount Global, a anteriormente denominada Viacom, anunciou que o canal seria relançado na TV paga no dia 1 de outubro. A empresa pretende que a nova MTV alcance 75% dos assinantes de TV paga, o que representa um alcance maior do que a atual cobertura do canal da Abril. A programadora pretende produzir mais de 350 horas de conteúdo nacional, com versões brasileiras de programas, como o MTV World Stage, Guy Code e Pranked, além de programas diários, séries, esportes radicais e realities. Versões dubladas de programas da matriz americana ocuparão a maior parte da grade.

## Fim da MTV Brasil
Com a devolução da marca para a Viacom, a MTV Brasil deixa de ser operada pelo Grupo Abril no dia 30 de setembro, data em que é exibido um especial de despedida do canal da TV aberta. A partir daí, o canal abandona a denominação "Brasil", passando a se chamar apenas MTV.

Em outubro de 2013, o canal passa a ser operado integralmente pela Viacom, por meio de um acordo entre o Grupo Abril e o conglomerado estadunidense que encerrou o licenciamento da marca.
| “ | Mudando a MTV para a TV paga, criamos uma oportunidade única na qual aproveitaremos o expertise dessa audiência, penetração de mercado, relacionamentos locais e relevância para apresentar um canal envolvente para nosso público e parceiros. | ” |

Após acerto entre ambas as partes, o Grupo Abril concordou em vender todas as trinta e três mil fitas tipo betacam para a Viacom. Destes, cerca de vinte e duas mil são shows acústicos e videoclipes nacionais. Grande parte do acervo está sendo selecionado por Zico Goes, que pretende lançar um livro das quarenta apresentações no My MTV, e um documentário com as imagens do acervo e ter a parceria das duas empresas. Em 12 de agosto, estreou a série Overdose, que mostra o caminho trilhado por uma banda de garagem até o sucesso.

### Os Últimos minutos da MTV Brasil

A MTV Brasil encerrou as transmissões no dia 30 de setembro de 2013, foi trocando no dia 1 de outubro de 2013 a imagem da nova MTV Brasil na TV Paga.

No dia 30 de setembro, a MTV Brasil, sob o controle do Grupo Abril, finalizou a sua programação com a exibição do My MTV. Em seguida, a reprise do Furo MTV, e por fim, foi ao ar O Último Programa do Mundo, com Daniel Furlan e Juliano Enrico. Em seguida, o VJ Luiz Thunderbird apresentou sua despedida. Em sentido oposto ao da inauguração do canal, a ex-VJ Cuca Lazarotto apresentou o último videoclipe da emissora - "Maracatu Atômico" da banda brasileira de manguebeat Chico Science & Nação Zumbi, possivelmente como forma até mesmo de auto-afirmação do nome Brasil que compunha seu nome.
Após o fim do clipe, a ex-VJ Astrid Fontenelle encerrou a programação com um discurso de despedida, uma vez que foi a mesma quem abriu as transmissões da MTV Brasil há quase 23 anos. A última vinheta transmitida foi uma seleção de imagens de funcionários da emissora, com a canção "Ôrra Meu" da cantora Rita Lee, de fundo musical. Por fim, surge na tela uma logomarca da MTV estilizada com as cores da bandeira brasileira sobre um fundo preto. A logomarca foi diminuindo e desaparecendo, sendo essa a última imagem da MTV Brasil. Segundos depois, entrou no ar uma programação com reprises de atrações da Ideal TV, que retomou suas transmissões, após o encerramento em 2009

## Atualidade
Desde que foi vendida ao Grupo Viacom, em 2013, o acervo da emissora, com cerca de 40 mil fitas Betacam analógicas, ficou armazenado no antigo prédio da MTV Brasil, na Avenida Professor Alfonso Bovero, bairro Sumaré, em São Paulo. À época, o Grupo Abril tentou negociar e repassar esse material para a Viacom, porém sem sucesso. Em fevereiro de 2014, depois de 6 meses do encerramento da MTV Brasil, o canal BRZ terminou-se a suas transmissões no via satélite, e foi substituído pela Ideal TV.
Em agosto de 2020, o material, 90% catalogado mas ainda não digitalizado, foi reacomodado no DEDOC do Grupo Abril. Esse foi o primeiro passo dado pelo Grupo Abril para utilizar esse material.
Em 7 de dezembro de 2020, o estúdio da antiga MTV Brasil, foi substituído pelo Loading, que encerraria as suas transmissões no dia 27 de novembro de 2021 após a desistência da Kalunga em investir no canal por conta de uma grave crise financeira. Em 6 de agosto de 2025, a X-Sports passaria a assumir toda a estrutura deixada pela MTV e Loading.
Atualmente, os estúdios da MTV Brasil seguem com as suas estruturas mantidas e aberto a visitação ao público no mesmo endereço em que ficou entre 1990 e 2013, mediante hora marcada, bem como todo o acervo da emissora, que está sob posse do Grupo Abril e em boas condições de uso, passando pelo processo de digitalização através de funcionários contratados pela empresa.